# Shin Megami Tensei: Persona 3
Shin Megami Tensei: Persona 3 (ペルソナ3 Perusona Surī?) är ett datorrollspel skapat av Atlus-studion P Studio, och som har släppts till Playstation 2 och Playstation Network. Två omgjorda versioner av spelet har släppts; en till Playstation 2 under namnet Shin Megami Tensei: Persona 3 FES och en till Playstation Portable under namnet Shin Megami Tensei: Persona 3: Portable. Detta är det tredje spelet i spelserien Shin Megami Tensei: Persona.
En anime, Persona: Trinity Soul, och en manga som baseras på spelet har även släppts. En filmserie som baseras på spelet, Persona 3 The Movie, började visas på japanska biografer november 2013.

## Handling
Spelet utspelar sig i den fiktiva japanska staden Iwatodai, där monster härjar och sprider den mystiska sjukdomen Apathy Syndrome ("apati-syndrom") på natten under en timme som endast kan upplevas av de som har den speciella gåvan att framkalla "Personas". I staden finns det en grupp tonåringar - den så kallade Specialized Extracurricular Execution Squad (SEES) - som försöker slåss mot dessa monster med hjälp av sina Personas för att förinta den 25:e timmen.

## Huvudfigurer och rollista
| Figur                 | Röstskådespelare  | Röstskådespelare     |
| Figur                 | Japanska          | Engelska             |
| SEES                  | SEES              | SEES                 |
| --------------------- | ----------------- | -------------------- |
| Manlig protagonist*   | Akira Ishida      | Yuri Lowenthal       |
| Kvinnlig protagonist† | Marina Inoue      | Laura Bailey         |
| Yukari Takeba         | Megumi Toyoguchi  | Michelle Ruff        |
| Junpei Iori           | Toriumi Kosuke    | Vic Mignogna         |
| Mitsuru Kirijo        | Rie Tanaka        | Tara Platt           |
| Akihiko Sanada        | Hikaru Midorikawa | Liam O'Brien         |
| Fuuka Yamagishi       | Mamiko Noto       | Mela Lee             |
| Aigis                 | Maaya Sakamoto    | Karen Strassman      |
| Shinjiro Aragaki      | Kazuya Nakai      | Grant George         |
| Ken Amada             | Megumi Ogata      | Mona Marshall        |
| Koromaru              | i.u.              | i.u.                 |
| Metis‡                | Chiwa Saito       | Stephanie Sheh       |
| Strega                |                   |                      |
| Takaya Sakaki         | Nobutoshi Canna   | Derek Stephen Prince |
| Jin Shirato           | Masaya Onosaka    | Grant George         |
| Chidori Yoshino       | Miyuki Sawashiro  | Mona Marshall        |
| Velvet Room           |                   |                      |
| Igor                  | Isamu Tanonaka    | Dan Woren            |
| Elizabeth             | Miyuki Sawashiro  | Tara Platt           |
| Theodore§             | Junichi Suwabe    | Travis Willingham    |
| Margaret**            | Sayaka Ohara      | Michelle Ann Dunphy  |
| Övriga                |                   |                      |
| Shuji Ikutsuki        | Hideyuki Hori     | Dan Woren            |
| Ryoji Mochizuki       | Akira Ishida      | Yuri Lowenthal       |
| Nyx                   | i.u.              | i.u.                 |

* Spelaren kan själv namnge honom; i mangan och Persona Q heter han Minato Arisato, och i Persona 3 The Movie heter han Makoto Yuki.
† Spelaren kan själv namnge henne; hon har inget officiellt namn i någon annan media, men kallas inofficiellt för Minako Arisato eller Hamuko. Hon är bara spelbar i Persona 3 Portable; om spelaren väljer att spela som henne ersätter hon den manlige protagonistens roll, med vissa förändringar i berättelsen och med andra Social Links än när man spelar som den manlige protagonisten.
‡ Förekommer endast i The Answer i Persona 3 FES.
§ Förekommer endast i Persona 3 Portable, om spelaren väljer att spela som den kvinnliga protagonisten; han ersätter då Elizabeths roll som Igors assistent i Velvet Room.
** Förekommer endast i Persona 3 Portable.

## Versioner

### Persona 3: FES
Shin Megami Tensei: Persona 3 FES (ペルソナ3フェス?) (FES kommer från ordet festival) släpptes omkring ett år efter att Persona 3 släpptes i Japan. Det fungerar som en uppdaterad version av originalspelet, som innehåller mer material, inklusive den spelbara epilogen The Answer, i vilken man spelar som Aigis.

### Persona 3: Portable
Shin Megami Tensei: Persona 3 Portable (ペルソナ3 ポータブル?) är en omgjord version av spelet till Playstation Portable med mer material; dock så ingår inte The Answer från Persona 3 FES. I denna version kan spelaren välja mellan att spela som en manlig eller kvinnlig huvudrollsinnehavare, och kan i strider ge direkta order till figurerna i spelarens trupp, till skillnad från i originalet och FES där man enbart kan ge dem generella strategier att följa, såsom "anfall samma fiende som mig" eller "använd bara attacker som inte kostar spirit points".